# Henri de Boulainvilliers
Henri de Boulainvilliers [ejtsd: bulenviljé] (Saint-Saire, Normandia, 1658. október 11. – 1722. január 23.) gróf, francia történetíró.

## Élete
Katonai pályára akart lépni, de családjának törzsfájára vonatkozó kutatásai felkeltették benne a történelmi tanulmányok iránti érdeklődést. Kutatásainak eredménye kézirataiban őrződött meg. Rajongott a régi hűbériség fénykoráért és a feudalizmust tartotta az emberi elme legbámulandóbb vívmányának és a legszabadabb elvű kormányrendszernek. Boulainvilliers műveiben megnyilatkozik szellemessége és zseniális fölfogása. Ő maga egyetlen művét sem adta ki, ami tőle megjelent, azokat barátai rendezték sajtó alá.

## Nevezetesebb művei
- Histoire de l'ancien gouvernement de France (Hága, 1727, 3 kötet)
- Abrégé chronologique de l'histoire de France (1733, 3 kötet)
- Histoire des Arabes (Amsterdam, 1731)
- Vie de Mahomet (London, 1730)
- Histoire de la pairie de France et du parlement de Paris (uo. 1753, 2 kötet)
- État de la France (Hága, 1727)